# آرتور هیلی
آرتور هِیلی (انگلیسی: Arthur Hailey؛ ۵ آوریل ۱۹۲۰ – ۲۴ نوامبر ۲۰۰۴) رمان‌نویس بریتانیایی-کانادایی بود که بیش از ۱۷۰میلیون نسخه از آثارش به فروش رفته و به ۴۰ زبان ترجمه شده است. بیشتر رمان‌هایش در فضاهای بستهٔ دنیای صنعتی همچون بانک، فرودگاه، هتل و.. می‌گذشت و درونمایهٔ اغلب آنها منازعات بشریِ تأثیرپذیرفته از محیط بود.
سبک آرتور هیلی ساده و بسیار واقع‌گرایانه است. آثارش حاصل ماه‌ها تحقیقات دقیق بودند و برخوردار از قهرمانی زمینی که خواننده به‌سادگی می‌توانست با او همزادپنداری کند.